# Cima Gusaur
Cima Gusaur  (Gosàur nella parlata locale), Gusaner nei rapporti militari della Grande Guerra, detto anche Monte Piccolo, è una montagna delle Prealpi Bresciane e Gardesane appartenente al gruppo del monte Caplone e con la sua cima,  raggiunge i 1420 m s.l.m.

## Geografia fisica
Situato nel territorio comunale di Magasa e di Valvestino fa parte del Parco Alto Garda Bresciano. La montagna si presenta nella sua sommità da una lunga cresta di circa 600 metri di direzione nord-sud che collega Cima Rest con monte Camiolo e si eleva longitudinalmente tra la Valle del Droanello  e quella del Toscolano. Cima Gusaur è caratterizzata da zone boscose nel versante nord ove predomina il faggio mentre nel versante sud-est è di aspetto erboso con un pendio ripido, roccioso,  digradante a strapiombo nella sottostante valle del Droanello. La cima di cresta è erbosa, non segnalata,  con degli affioramenti calcarei.  A sostegno della passata economia agricola del luogo nel versante nord si notano alcune aie di carbonaie, dette localmente "giài", ove si produceva il carbone vegetale commerciato nella Riviera del Garda principalmente per alimentare i forni delle cartiere di Toscolano Maderno e dell'industria metallurgica.

### La geologia della Cima
Il tratto del percorso antico che si snoda da località Spias lungo il versante nord del Monte, è molto ripido e la roccia che forma lo "scheletro"  della montagna, non coperta dal terreno e dalla vegetazione, affiora qua e là in superficie, intaccata dal passaggio della mulattiera. La roccia presenta una colorazione grigiastra, come sporca, in quanto la sua superficie è alterata dal gelo, dalla pioggia e dal sole e spesso "macchiata" da colonie di minuscoli licheni. Sotto questa "crosta" essa mostra una tinta più chiara, che conferma la sua appartenenza alle rocce calcaree, ovvero composte prevalentemente dal sale "carbonato di calcio" (il comune calcare). Più precisamente. queste rocce appartengono al gruppo dei cosiddetti "Calcari grigi" ed hanno la bella età di circa 190 milioni di anni. Si sono formate sul fiordo di un antichissimo mare in seguito al progressivo deposito di particelle minerali trasportate nel mare dai corsi d'acqua. Questo processo è durato milioni di anni ed ha subito frequenti interruzioni e variazioni, che oggi sono testimoniate dalla struttura stratificata della roccia, ovvero dalla presenza di strati sovrapposti. Dopo la pietrificazione del deposito di sedimenti, la roccia è stata spinta verso l'alto dalle immani forze che hanno creato le Alpi, per cui gli strati hanno in parte perduto l'originaria disposizione orizzontale.

## Origine del nome
L'origine del parola è completamente sconosciuta e potrebbe derivare dalla morfologia del terreno mentre l'Enciclopedia Bresciana di Antonio Fappani e Arnaldo Gnaga nel suo "Vocabolario topografico-toponomastico della provincia di Brescia" ipotizzano un collegamento del toponimo al nome dialettale lombardo "güsa" che significa scoiattolo, anche se localmente questo animale viene chiamato "sgherárt" o "sgrát". Nell'"Atlas Tyrolensis" del cartografo Peter Anich, stampato a Vienna nel 1774, che è la prima carta geografica dettagliata della Contea del Tirolo, non viene indicato così pure nella carta geografica della Contea di Lodrone del XVIII secolo. Altresì la carta geografica austriaca del Tirolo del 1800 menziona la Cima Gusaur e tra parentesi riporta il secondo nome di Monte Piccolo, nome totalmente estraneo alla conoscenza della popolazione locale.

## Storia

### 1511, la grande divisione di pascoli e boschi dei monti Camiolo, Tombea, Dos di Sas e della costa di Ve
Lo studio compiuto da don Mario Trebeschi , ex parroco di Limone del Garda, di una sgualcita e a tratti illeggibile pergamena conservata presso l’Archivio Parrocchiale di Magasa, portò a conoscenza dell’intensivo sfruttamento dei pascoli d’alpeggio, dei boschi, delle acque torrentizie in Val Vestino che fu spesso causa di interminabili e astiose liti fra le sei comunità. In special modo nelle zone contese dei monti Tombea e Camiolo; ognuna di esse rivendicava, più o meno fortemente, antichi diritti di possesso o transito, con il risultato che il normale e corretto uso veniva compromesso da continui sconfinamenti di mandrie e tagli abusivi di legname. Pertanto agli inizi del Cinquecento, onde evitare guai peggiori, si arrivò in due fasi successive con l’arbitrariato autorevole dei conti Lodron ad una spartizione di questi luoghi tra le varie ville o “communelli”. Infatti questi giocarono un ruolo attivo nella vicenda, persuadendo energicamente le comunità alla definitiva risoluzione del problema con la sottoscrizione di un accordo che fosse il più equilibrato possibile, tanto da soddisfare completamente ed in maniera definitiva le esigenti richieste delle numerose parti in causa. Il 5 luglio del 1502 il notaio Delaido Cadenelli della Valle di Scalve  redigeva a Turano sotto il portico adibito a cucina della casa di un tale Giovanni, un atto di composizione tra Armo e Magasa per lo sfruttamento consensuale della confinante valle di Cablone (nel documento Camlone, situata sotto il monte Cortina). Erano presenti i deputati di Armo: Bartolomeo, figlio di Faustino, e Stefenello, figlio di Lorenzo; per Magasa: Antoniolo, figlio di Giovanni Zeni, e Viano, figlio di Giovanni Bertolina. Fungevano da giudici d’appello i conti Francesco, Bernardino e Paride, figli del sopra menzionato Giorgio, passati alla storia delle cronache locali di quei tempi, come uomini dotati di una ferocia sanguinaria.  Il 31 ottobre del 1511 nella canonica della chiesa di San Giovanni Battista di Turano, Bartolomeo, figlio del defunto Stefanino Bertanini di Villavetro , notaio pubblico per autorità imperiale, stipulava il documento della più grande divisione terriera mai avvenuta in Valle, oltre un terzo del suo territorio ne era interessato. Un primo accordo era già stato stipulato il 5 settembre del 1509 dal notaio Girolamo Morani su imbreviature del notaio Giovan Pietro Samuelli di Liano, ma in seguito all’intervento di alcune variazioni si era preferito, su invito dei conti Bernardino e Paride, revisionare completamente il tutto e procedere così ad una nuova spartizione. Alla presenza del conte Bartolomeo, figlio del defunto Bernardino, venivano radunati come testimoni il parroco Bernardino, figlio del defunto Tommaso Bertolini, Francesco, figlio di Bernardino Piccini, tutti e due di Gargnano, il bergamasco Bettino, figlio del defunto Luca de Medici di San Pellegrino, tre procuratori per ogni Comune, ad eccezione di quello di Bollone che non faceva parte della contesa (per Magasa presenziavano Zeno figlio del defunto Giovanni Zeni, Pietro Andrei, Viano Bertolini), e si procedeva solennemente alla divisione dei beni spettanti ad ogni singolo paese. A Magasa veniva attribuita la proprietà del monte Tombea fino ai prati di Fondo comprendendo l’area di pertinenza della malga Alvezza e l’esclusiva di tutti i diritti di transito; una parte di territorio boscoso sulla Cima Gusaur e sul dosso delle Apene a Camiolo, in compenso pagava 400 lire planet alle altre comunità come ricompensa dei danni patiti per la privazione dei sopraddetti passaggi montani. Alcune clausole stabilivano espressamente che il ponte di Nangone (Vangone o Nangù nella parlata locale) doveva essere di uso comune e che lungo il greto del torrente Toscolano si poteva pascolare liberamente il bestiame e usarne l’acqua per alimentare i meccanismi idraulici degli opifici. Al contrario il pascolo e il taglio abusivo di piante veniva punito severamente con una multa di 10 soldi per ogni infrazione commessa. 
Alla fine dopo aver riletto il capitolato, tutti i contraenti dichiaravano di aver piena conoscenza delle parti di beni avute in loro possesso, di riconoscere che la divisione attuata era imparziale e di osservare rispettosamente gli statuti, gli ordini, le provvisioni e i decreti dei conti Lodron, signori della comunità di Lodrone e di quelle di Val Vestino.  Poi i rappresentanti di Armo, Magasa, Moerna, Persone e Turano giuravano, avanti il conte Bartolomeo Lodron, toccando i santi vangeli, di non contraffarre e contravvenire la presente divisione terriera e, con il loro atto, si sottoponevano al giudizio del foro ecclesiastico e ai sacri canoni di Calcedonia.

### I primi giorni della Grande Guerra. L'avanzata dei bersaglieri italiani
Cima Gusaur e Cima Manga in Val Vestino facevano parte fin dall'inizio della Grande Guerra dell'Impero austro-ungarico e furono conquistate dai bersaglieri italiani del 7º Reggimento nel primo giorno del conflitto, il 24 maggio 1915, sotto la pioggia. In vista dell’entrata in guerra del Regno di Italia contro l’Impero austro-ungarico, il Reggimento fu mobilitato sull’Alto Garda occidentale, inquadrato nella 6ª Divisione di fanteria del III Corpo d’Armata ed era composto dai Battaglioni 8°, 10° e 11° bis con l'ordine di raggiungere in territorio ostile la prima linea Cima Gusaner (Cima Gusaur)-Cadria e poi quella Bocca di Cablone-Cima Tombea-Monte Caplone a nord.
Il 20 maggio i tre Battaglioni del Reggimento raggiunsero Liano e Costa di Gargnano, Gardola a Tignale e Passo Puria a Tremosine in attesa dell’ordine di avanzata verso la Val Vestino. Il 24 maggio i bersaglieri avanzarono da Droane verso Bocca alla Croce sul monte Camiolo, Cima Gusaur e l'abitato di Cadria, disponendosi sulla linea che da monte Puria va a Dosso da Crus passando per Monte Caplone, Bocca alla Croce e Cima Gusaur.
Lo stesso 24 maggio, da Cadria, il comandante, il colonnello Gianni Metello, segnalò al Comando del Sottosettore delle Giudicarie che non si trovavano traccia, né si sapeva, di lavori realizzati in Valle dal nemico, le cui truppe si erano ritirate su posizioni tattiche al di là di Val di Ledro. Evidenziava che nella zona, priva di risorse, con soltanto vecchi, donne e fanciulli, si soffriva la fame. Il giorno seguente raggiunsero il monte Caplone ed il monte Tombea senza incontrare resistenza.
Lorenzo Gigli, giornalista, inviato speciale al seguito dell'avanzata del regio esercito italiano scrisse: "L'avanzata si è svolta assai pacificamente sulla strada delle Giudicarie; e uguale esito ebbe l'occupazione della zona tra il Garda e il lago d'Idro (valle di Vestino) dove furono conquistati senza combattere i paesi di Moerna, Magasa, Turano e Bolone. Le popolazioni hanno accolto assai festosamente i liberatori; i vecchi, le donne e i bambini (chè uomini validi non se ne trova no più) sono usciti incontro con grande gioia: I soldati italiani!
Gli austriaci, prima di andarsene, li avevano descritti come orde desiderose di vendetta. Ed ecco, invece, se ne venivano senza sparare un colpo di fucile...A Magasa un piccolo Comune della valle di Vestino i nostri entrarono senza resistenza. Trovarono però tutte le case chiuse. L'unica persona del paese che si potè vedere fu una vecchia. Le chiesero: "Sei contenta che siano venuti gli italiani?". La vecchia esitò e poi rispose con voce velata dalla paura: "E se quelli tornassero?". «Quelli», naturalmente, sono gli austriaci. Non torneranno più. Ma hanno lasciato in questi disgraziati superstiti un tale ricordo, che non osano ancora credere possibile la liberazione e si trattengono dall'esprimere apertamente la loro gioia pel timore di possibili rappresaglie. L'opera del clero trentino ha contribuito a creare e ad accrescere questo smisurato timore. Salvo rare eccezioni (nobilissima quella del principe vescovo di Trento, imprigionato dagli austriaci), i preti trentini sono i più saldi propagandisti dell'Austria. Un ufficiale mi diceva: "Appena entriamo in un paese conquistato, la prima persona che catturiamo è il prete. Ne vennero finora presi molti. È una specie di misura preventiva...".
Il 27 maggio occuparono più a nord Cima spessa e Dosso dell’Orso, da dove potevano controllare la Val d’Ampola, e il 2 giugno Costone Santa Croce, Casetta Zecchini sul monte Calva, monte Tremalzo e Bocchetta di Val Marza. Il 15 giugno si disposero tra Santa Croce, Casetta Zecchini, Corno Marogna e Passo Gattum; il 1º luglio tra Malga Tremalzo, Corno Marogna, Bocchetta di Val Marza, Corno spesso, Malga Alta Val Schinchea e Costone Santa Croce. Il 22 ottobre il 10º Battaglione entrò in Bezzecca, Pieve di Ledro e Locca, mentre l’11° bis si dispose sul monte Tremalzo. Nel 1916 furono gli ultimi giorni di presenza dei bersaglieri sul fronte della Val di Ledro: tra il 7 e il 9 novembre i battaglioni arretrarono a Storo e di là a Vobarno per proseguire poi in treno verso Cervignano del Friuli e le nuove destinazioni.

## Natura

### La ricerca malacologica
Lo studio della fauna malacologia di Alberto Girod si interessò negli anni Settanta del secolo scorso alla distribuzione del carattere "Costulazione"  dell'Helicigona (Chilostoma) cingulata gobanzi (Fraunfeld),  scoprendo delle stazioni distribuite nella Val Vestino di questo mollusco precisamente sul fondo della media Valle del Toscolano, sulle pendici dei monti Magno, Fassane, Penni, lungo la Valle dei Mulini fino a Bollone, a Capovalle, nella valle del torrente Droanello, sulla Cima Gusaur, sui fianchi della Val Vestino fino a Turano, nella valle del Torrente Magasino fino al Ponte al Castello di Magasa.

### La pratica delle carbonaie
Sul pendio nord del monte sono presenti alcune e antiche aie carbonili simbolo di una professione ormai scomparsa da decenni. Quella della carbonaia, pojat in dialetto locale,  era una tecnica molto usata in passato in gran parte del territorio alpino, subalpino e appenninico, per trasformare la legna, preferibilmente di faggio, ma anche di abete, carpino, larice, frassino, castagno, cerro, pino e pino mugo, in carbone vegetale.  I valvestinesi erano considerati degli esperti carbonai, carbonèr così venivano chiamati, come risulta anche dagli scritti di Cesare Battisti. I primi documenti relativi a questa professione risalgono al XVII secolo, quando uomini di Val Vestino richiedevano alle autorità della Serenissima i permessi sanitari per potersi recare a Firenze e a Venezia. Essi esercitarono il loro lavoro non solo in Italia ma anche nei territori dell'ex impero austro-ungarico, in special modo in Bosnia Erzegovina, e negli Stati Uniti d'America di fine Ottocento a Syracuse-Solvay. 
Nonostante questa tecnica abbia subito piccoli cambiamenti nel corso dei secoli, la carbonaia ha sempre mantenuto una forma di montagnola conica, formata da un camino centrale e altri cunicoli di sfogo laterali, usati con lo scopo di regolare il tiraggio dell'aria. Il procedimento di produzione del carbone sfrutta una combustione imperfetta del legno, che avviene in condizioni di scarsa ossigenazione per 13 o 14 giorni.  Queste piccole aie, dette localmente ajal, jal o gial,  erano disseminate nei boschi a distanze abbastanza regolari e collegate da fitte reti di sentieri. Dovevano trovarsi lontane da correnti d'aria ed essere costituite da un terreno sabbioso e permeabile. Molto spesso, visto il terreno scosceso dei boschi, erano sostenute da muri a secco in pietra e nei pressi il carbonaio vi costruiva una capanna di legno per riparo a sé e alla famiglia. In queste piazzole si ritrovano ancor oggi dei piccoli pezzi di legna ancora carbonizzata. Esse venivano ripulite accuratamente durante la preparazione del legname. 
A cottura ultimata si iniziava la fase della scarbonizzazione che richiedeva 1-2 giorni di lavoro. Per prima cosa si doveva raffreddare il carbone con numerose palate di terra. Si procedeva quindi all'estrazione spegnendo con l'acqua eventuali braci rimaste accese. La qualità del carbone ottenuto variava a seconda della bravura ed esperienza del carbonaio, ma anche dal legname usato. Il carbone di ottima qualità doveva "cantare bene", cioè fare un bel rumore. Infine il carbone, quando era ben raffreddato, veniva insaccato e trasportato dai mulattieri verso la Riviera del Garda per essere venduto ai committenti. Di questo carbone si faceva uso sia domestico che industriale e la pratica cadde in disuso in Valle poco dopo la seconda guerra mondiale soppiantato dall'uso dell'energia elettrica, del gasolio e suoi derivati.

### La pozza d'abbeverata del "Gosàur"
La pozza presente nel versante nord del Monte, detta "lavàc del Gosàur", sita nei pressi del sentiero di collegamento, ha un ruolo fondamentale per il mantenimento della rimanente attività pascoliva dell’area legata all'alpeggio di malga Corva, ma anche per la tutela della biodiversità degli habitat e delle specie, anfibi in particolare, che attraverso questi specchi d’acqua possono trovare un luogo ideale per la loro riproduzione.
La tradizione locale riporta che, data la mancanza nella zona di sorgenti e corsi d'acqua, la pozza esistesse da secoli e la tecnica per realizzarla consistesse in uno scavo manuale nell'area di impluvio del pendio della montagna per facilitare il successivo riempimento con la raccolta naturale dell'acqua piovana, di percolazione o dello scioglimento della neve.
Il problema principale incontrato dai contadini consisteva nell'impermeabilizzazione del fondo: spesso il semplice calpestio del bestiame, con conseguenze compattazione del suolo, non era sufficiente a garantire la tenuta dell'acqua a causa del basso contenuto in argilla del terreno presente, per cui era necessario distribuire sul fondo uno strato di buon terreno argilloso reperito nelle immediate vicinanze. Ma ciò non essendo possibile causa la diversità del terreno, sul fondo veniva compattato uno spesso strato di terra e fogliame di faggio, in grado di costituire un feltro efficace a trattenere l'acqua. Per garantire un sufficiente apporto di acqua necessario al riempimento della pozza, o per incrementarlo, spesso era necessario realizzare piccole canalizzazioni superficiali, scavate lungo il versante adiacente per intercettarne anche una modesta quantità. La manutenzione periodica, di norma annuale prima della monticazione, consisteva principalmente nell'asporto del terreno scivolato all'interno per il continuo calpestio del bestiame in abbeverata e dell'insoglio della fauna selvatica. Si provvedeva inoltre alla ripulitura della vegetazione acquatica per mantenere la funzionalità della pozza evitando che vi si accrescesse eccessivamente all'interno accelerandone il naturale processo di interramento.
In queste fasi veniva posta particolare attenzione in quanto si correva il rischio di rompere la continuità dello strato impermeabile e comprometterne la funzionalità; si preferiva ad esempio non rimuovere eventuali massi presenti sul fondo.
La pozza caduta in disuso da decenni, fu rimaneggiata dall'ERSAF Lombardia nel 2014-2020 con il "progetto recupero pozze di abbeverata". Essa è stata progettate per consentire nuovamente al bestiame e ai selvatici di accedervi anche fino al fondo della pozza quando l’acqua è poca.

## Panorama
Nei giorni sereni si gode un panorama eccezionale; a nord della Val Vestino, la valle del Droanello, Cadria e Droane, Cima Rest, il monte Tombea e il monte Caplone; a ovest il monte Denai, il monte Stino, il monte Cingla, le montagne della Valle Sabbia e del Maniva e gli abitati di Moerna, il Turano, Armo, Persone e Capovalle; a sud il monte Camiolo, il monte Vesta, il monte Carzen e il monte Manos con l'abitato di Bollone, e più giù lo sguardo coglie il monte Denervo, il monte Comer e il monte Pizzocolo e la parte meridionale del lago di Garda con la penisola di Sirmione; ad est è invece possibile osservare le montagne della Puria e la dorsale del monte Baldo con il monte Altissimo di Nago.

## Accessi
La Cima è raggiungibile solamente a piedi, in circa 3 chilometri e un'ora di tempo, su strada forestale prima e sentiero poi, partendo dal parcheggio di Cima Rest a 1.208 m.  fino alla località Spias. Qui seguendo un ripido sentiero,  superata la pozza di abbeverata si raggiunge la Selletta del Gusaur a 1.350 m. Qui lasciando il sentiero che conduce in discesa al monte Camiolo, si impegna sulla sinistra un tracciato di cresta che conduce sulla vetta in circa 15 minuti.

## Galleria d'immagini

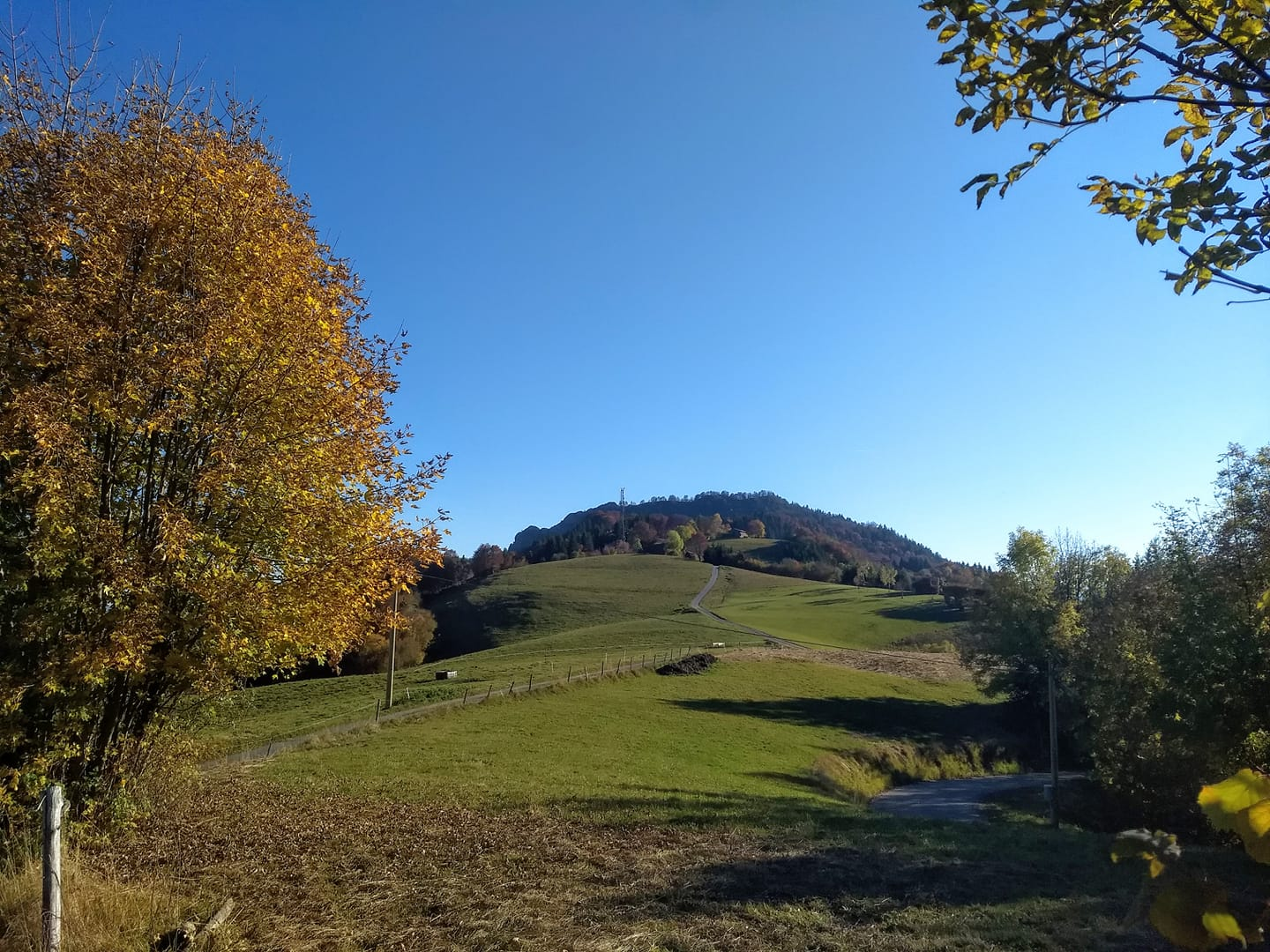
Cima Gusaur ripresa da Cima Rest